# Songs in A Minor
《Songs in A Minor》는 미국의 싱어송라이터 앨리샤 키스의 데뷔 정규 앨범으로, 2001년 6월 26일 J 레코드를 통해 발매되었다. 클래식 피아노 교육을 받은 키스는 당시 파트너였던 케리 "크루셜" 브라더스와 자주 협업했으며, 앨범의 대부분을 직접 작사, 작곡, 편곡, 프로듀싱하였다. 이 작업을 통해 현대 클래식 음악과 전통 및 현대적인 알앤비, 소울, 재즈, 힙합, 블루스, 가스펠 요소를 융합한 네오 소울 음반이 탄생했다. 가사 주제는 사랑, 인내, 자존감, 생존, 자기 성찰 등을 중심으로 한다. 앨범 제목과 달리, 실제로 A단조 조성으로 작곡된 곡은 단 두 곡뿐이다.
키스는 14세이던 1995년부터 데뷔 정규 앨범을 위한 곡을 쓰기 시작했으며, 1996년 컬럼비아 레코드와 계약을 체결했다. 그러나 컬럼비아가 키스의 예술성을 통제하고 창의적 기여를 제한하려 하자, 키스는 이에 불만을 품고 1998년부터 《Songs in A Minor》를 독자적으로 녹음하기 시작했다. 완성된 녹음물을 제시했을 때 컬럼비아는 이를 거절했으며, 그 무렵 키스는 아리스타 레코드 설립자이자 당시 사장이었던 클라이브 데이비스를 만나게 되었다. 데이비스는 키스에게 깊은 인상을 받아 컬럼비아와의 계약을 인수한 뒤 그녀를 아리스타, 이어서 J 레코드에 영입했고, 키스는 그곳에서 2001년 앨범 작업을 마무리했다. 추가적인 협업에는 저메인 듀프리, 캔디 버러스, 브라이언 맥나이트, 지미 코지어 등이 참여했다. 앨범에는 키스의 과거 연애사나 복잡했던 제작 과정에 대한 자전적 암시가 가사 곳곳에 담겨 있다.
《Songs in A Minor》는 발매 직후 음악적 스타일과 키스의 성숙한 예술성으로 비평가들의 찬사를 받았으나, 일부 가사 표현에 대해서는 비판도 있었다. 상업적으로도 성공을 거두며 《빌보드》 200 차트 1위로 데뷔했으며, 첫 주 판매량은 23만 6천 장에 달했다. 전 세계적으로는 시간이 지나면서 인기를 얻는 '슬리퍼 히트'로 자리 잡았으며, 2001년 전 세계에서 가장 많이 팔린 음반 중 하나가 되었다. 제44회 그래미 어워즈(2002)에서는 다섯 부문에서 수상하며, 여성 아티스트 단일 시상식 최다 수상 기록에서 로린 힐과 타이를 이루었고, 그중 하나는 최우수 R&B 앨범상이었다. 앨범에서는 〈Fallin'〉(《빌보드》 핫 100 1위 및 글로벌 히트곡), 〈A Woman's Worth〉(미국 톱 10 진입곡) 등을 포함한 총 네 개의 싱글이 발매되었으며, 키스는 이를 홍보하기 위해 2002년 첫 단독 콘서트 투어 Songs in A Minor Tour에 나섰다.
《Songs in A Minor》는 2000년대 초반의 독창적이면서도 영향력 있는 앨범으로 널리 평가되며, 여러 매체에서 그 시대 최고의 앨범 중 하나로 선정되었다. 발매 당시의 호평은 이후 회고적 평가에서도 이어졌으며, 평론가들은 이 음반의 '시간을 초월한' 특성을 공통적으로 강조했다. 또한 이 앨범은 키스를 유력하고 대중적인 레코딩 아티스트로 자리매김하게 한 계기로 평가받는다. 문화적·역사적·미학적 중요성을 인정받아, 이 앨범은 2022년 미국 의회도서관의 국립 녹음 등재 목록에 등재되었다. 2020년에는 미국 음반 산업 협회로부터 700만 장의 판매 및 음반 상당 단위에 대한 인증으로 7배 플래티넘을 획득했다. 2011년 기준, 전 세계적으로 1,200만 장 이상의 판매고를 올렸다.

## 작사와 녹음
1995년 당시 14세였던 클래식 훈련을 받은 피아니스트 키스는 〈Butterflyz〉와 〈The Life〉를 포함하여 《Songs in A Minor》를 구성하게 될 곡들을 쓰기 시작했다. 당시 그녀는 걸그룹 EmBishion의 멤버였고, 콘래드 로빈슨이라는 보컬 코치의 눈에 띄게 되었다. 로빈슨은 그 후 키스를 자신의 형인 제프에게 소개했고, 제프는 EmBishion의 해체 후 그녀의 매니저가 되었다. 제프 로빈슨과 아티스트 레퍼트와(A&R) 임원 피터 엣지는 키스가 데모 녹음물을 제작하고 음반사 임원들을 위한 쇼케이스를 마련하는 데 도움을 주었다. 음반사들 간의 경쟁 끝에, 키스는 1996년 컬럼비아 레코드와 저메인 듀프리의 소 소 데프 레코드와 음반 계약을 맺었다. 그 무렵 그녀는 케리 브라더스 주니어와 함께 작업하기 시작했다. 1997년 16세의 나이로 프로페셔널 공연 예술 학교를 졸업한 키스는 컬럼비아 대학교에 합격했지만, 4주 후에 음악 경력을 추구하기 위해 중퇴했다. 키스는 이미 듀프리의 《12 Soulful Nights of Christmas》(1996년)를 위해 로드니 저킨스가 프로듀싱한 〈Little Drummer Girl〉을 녹음했고, 1997년 영화 《맨 인 블랙》의 사운드트랙을 위해 〈Dah Dee Dah (Sexy Thing)〉를 공동 작곡하고 녹음했다. 그러나 그녀는 컬럼비아 레코드와의 녹음 세션에 좌절감을 느꼈는데, 임원들은 그녀의 창의적 기여를 축소하고 대신 기존 프로듀서들을 데려와 그녀의 이미지를 "차세대 틴 팝 아이돌"로 만들려고 했다. 이에 브라더스는 키스에게 자체 장비를 구입하고 컬럼비아 레코드의 간섭 없이 녹음하라고 조언했다.
그리하여 키스는 1998년 할렘에 있는 어머니의 아파트에서 나와 방에서 녹음하며 《Songs in A Minor》를 직접 프로듀싱하고 녹음하기 시작했다. 그 후, 키스와 브라더스는 퀸스에 있는 집으로 이사하여 지하실을 크루셜키스 스튜디오로 개조했다. 스튜디오에서 키스는 1998년 말까지 음반을 완성했다. 그러나 데모를 제시하자 컬럼비아 레코드는 라디오에서 인기 있을 만한 곡이 부족하다는 이유로 거부했다. 이에 자신의 창의성이 존중받지 못한다고 느낀 키스는 컬럼비아 레코드와의 계약을 해지하기를 원했다. 상황에 화가 난 키스는 〈Troubles〉를 썼는데, 나중에 "가사에서 말한 모든 것이 내가 느낀 그대로였고, 코러스에서 말한 것은 하나님이 나에게 말씀하시는 것 같았다. 거의 '하나님과의 대화'라고 부르고 싶었다"고 회상했다. 키스에 따르면, 〈Troubles〉를 쓸 때 《Songs in A Minor》는 "함께 만들어지기 시작했다. 마침내 나는 내 감정을 의미 있는 것으로, 사람들에게 전달될 수 있는 것으로 구성하는 방법을 알게 되었다"고 말했다. 곧이어 엣지는 키스를 아리스타 레코드의 설립자이자 당시 사장이었던 클라이브 데이비스에게 소개했다. 키스를 처음 들었을 때 키스에게서 "특별하고 독특한" 아티스트를 감지한 데이비스는 컬럼비아 레코드와의 계약을 해지했으며, 키스는 1999년 초 아리스타 레코드와 계약하기 위해 레이블을 떠났다. 또한 키스는 컬럼비아 레코드에서 만든 녹음물들을 유지할 수 있었다.
데이비스가 키스에게 자신의 경력에 대한 창의적 통제권을 가지도록 격려하면서, 키스는 《Songs in A Minor》를 위한 곡을 계속 쓰고 녹음했으며, 프로듀서 및 오디오 엔지니어와 상담하여 녹음물을 프로듀싱하는 방법을 배우기도 했다. 녹음 중, 키스는 프린스에게 1982년 곡 〈How Come U Don't Call Me Anymore?〉를 커버할 허락을 구했다. 자신의 곡이 다른 아티스트에 의해 커버되고 샘플링되는 것을 꺼리는 것으로 악명이 높았던 프린스는 키스를 자신의 저택인 페이즐리 파크로 초대했다. 키스가 프린스의 측근들 앞에서 노래를 부른 후, 그는 키스에게 노래를 커버하는 것을 허락했고, 둘은 관계를 형성했다. 2000년 《Songs in A Minor》가 거의 완성될 무렵, 데이비스는 아리스타 레코드에서 해고되었고 새로운 음반사인 J 레코드를 설립했다. 키스는 결과적으로 아리스타 레코드를 떠나 J 레코드와 음반 계약을 맺었으며, 2001년 초까지 음반을 완성했다. 《Songs in A Minor》를 위해 총 32곡이 녹음되었으며, 그 중 16곡이 최종 트랙 목록에 포함되었다. 크루셜키스 스튜디오 외에도 이 음반은 뉴욕의 배터리 스튜디오, 더 히트 팩토리 및 유니크 스튜디오, 애틀랜타의 도플러 스튜디오와 듀프리의 사우스사이드 스튜디오, 그리고 글렌데일의 백룸 스튜디오에서도 녹음되었으며, 상당수의 트랙은 뉴욕의 일렉트릭 레이디 스튜디오와 소니 뮤직 스튜디오에서 믹싱되었다. 대부분 직접 작사, 작곡, 프로듀싱된 음반으로, 14개의 트랙은 키스가 작사하고 15개의 트랙은 키스가 프로듀싱했으며, 일부는 브라더스, 듀프리, 캔디 벌러스, 브라이언 맥나이트와 같은 공동 작업자들과 협력했다. 음반에 포함되기 전, 〈Rock wit U〉는 샤프트 (2000년)의 사운드트랙에 수록되었고, 일본판 보너스 트랙으로 수록된 〈Rear View Mirror〉는 《닥터 두리틀 2》 (2001년)의 사운드트랙에 포함되었다.

## 음악 및 가사
《Songs in A Minor》는 클래식 피아노 참조 및 아르페지오가 포함된 네오 소울 음반으로, 현대 클래식 음악을 알앤비, 솔 및 재즈와 융합한다. 클래식 음악, 전통 솔, 이스트 코스트 힙합의 영향을 받은 키스는 이 음반을 "내 클래식 훈련과 내가 성장하며 들었던 음악 [...] 내가 접하고 영향을 받은 것들, 그리고 내 인생 경험의 융합"이라고 묘사했다. 그녀는 프레데리크 쇼팽을 주요 클래식 영향원으로, 마빈 게이, 어스, 윈드 & 파이어, 커티스 메이필드, 스티비 원더를 솔-R&B 영향원으로 꼽았다. 《Jam!》의 제인 스티븐슨은 음악 스타일을 "클래식 피아노를 배경으로 한 옛날 방식의 도시 사운드와 태도"라고 묘사했다. 《USA 투데이》의 스티브 존스는 키스가 "블루스, 솔, 재즈, 심지어 클래식 음악을 활용하여 잊히지 않는 멜로디와 힘찬 펑크를 만들어낸다"고 썼다. 닷뮤직의 존 멀베이는 이 음반을 "고전 솔 구조와 가치를 최첨단 프로덕션 기술에 결합한 화려하고 야심찬 작품"이라고 평했다. 제목에도 불구하고, 《Songs in A Minor》의 두 곡(〈Jane Doe〉와 〈Mr. Man〉)만이 가단조 조로 작곡되었다.
음반은 루트비히 판 베토벤의 피아노 소나타 14번 연주로 시작하여 현대적인 힙합 비트로 전환되는 〈Piano & I〉로 시작된다. 힙합의 영향은 올 더티 바스타드의 〈Brooklyn Zoo〉를 샘플링한 뉴 잭 스윙이 가미된 알앤비 트랙인 〈Girlfriend〉에서도 찾아볼 수 있다. 프린스의 원곡과 마찬가지로, 〈How Come You Don't Call Me〉는 펑크 영향을 받은 사운드를 특징으로 하며, 〈Jane Doe〉도 마찬가지이다. 펑크 트랙인 〈Rock wit U〉는 현악기와 아이작 헤이스가 연주하는 플루트를 포함한 정교한 오케스트라 편곡을 기반으로 하며, 베이스, 콩가 및 작은북, 가벼운 신시사이저가 함께 사용되었다. 음향적으로 "뉴욕 미닛의 긴급함"을 담고 있는 〈The Life〉는 커티스 메이필드의 〈Gimmie Your Love〉와 비견되었고, 샤데이의 작품과도 비교되었다. "휘몰아치는" 현악기 위주의 〈Mr. Man〉은 지미 코지어와의 듀엣곡이며, 레게와 라틴 음악 스타일이 가미되었다. "간결한" 간주곡 "Never Felt This Way"는 피아노와 통기타 위주의 발라드 "Butterflyz"로 이어진다. 한편, 〈Fallin'〉과 〈A Woman's Worth〉는 전통적인 솔과 복음성가 영향을 받은 요소를 탐구한다. 전자는 제임스 브라운의 〈It's a Man's Man's Man's World〉의 샘플을 포함한다. 비슷하게, 마지막 숨겨진 트랙 〈Lovin' U〉는 오르간 위주의 복음성가-솔 곡으로 슈프림스의 영향을 받았다.
《Songs in A Minor》는 사랑, 인내, 자존감, 생존, 성찰과 같은 가사적 주제를 탐구한다. 〈Troubles〉 및 〈The Life〉와 같은 일부 곡은 자전적이며 키스가 컬럼비아 레코드에서 겪었던 격동적이지만 정체된 시기를 암시한다. 〈The Life〉는 보편적인 역경을 더 논의한다: "비가 오면 쏟아지듯이, 인생은 그만큼 가치가 없나? / 내가 뭘 위해 애쓰는지조차 모르겠어 / 다가올 모든 힘든 시간을 이겨내기 위해 해야 할 일을 해야 해." 스포큰 워드 〈Piano & I〉에서, 키스는 《Songs in A Minor》에 앞선 창작 과정의 어려움을 명시적으로 언급한다. 〈How Come You Don't Call Me〉의 경우, 키스는 이전의 장기적인 관계에서 영감을 받았다. 〈Girlfriend〉는 여성 주인공이 파트너와 다른 여성의 우정을 질투하는 것을 인정하는 곡인 반면, 〈Jane Doe〉의 가사는 주인공의 파트너를 유혹하려는 여성을 비난한다. 〈Fallin'〉과 같은 곡은 낭만적인 관계의 변화를 서정적으로 묘사한다. 〈Troubles〉는 파트너의 잠재적인 불법 활동에 대해 걱정하는 여성을 따라간다. 키스는 나중에 이 곡을 신과의 대화로 썼으며, 후렴은 그녀가 신의 대답으로 인식한 것을 나타낸다고 밝혔다.
여성주의 테마의 〈A Woman's Worth〉는 남성 청취자들에게 여성 파트너에게 충분한 애정과 존경을 보여주라고 촉구한다. 키스는 로레알 광고에서 "Because I'm worth it"이라는 슬로건을 사용하는 것을 보고 영감을 받아 이 곡을 썼다. 〈Butterflyz〉는 "아이 같은 간결함으로 사랑으로의 달콤한 상승"을 묘사하는 반면, 그 후속곡인 〈Why Do I Feel So Sad〉는 그와 반대로 "가슴 아픈 친숙함에 대한 명확한 명상"이다. 《Songs in A Minor》는 마야 앤절로의 자서전 《I Know Why the Caged Bird Sings》(1969)에 경의를 표하며, 책의 주제를 음악으로 고립과 비난을 잠재우는 것으로 재해석하는 〈Caged Bird〉로 끝난다. 〈Caged Bird〉 다음에는 히든 트랙인 〈Lovin' U〉가 이어지는데, 이 곡에서 키스는 헌신적인 관계에 대해 동시에 황홀감과 불안감을 느낀다. 《NME》의 크리스천 워드와 《피치포크》의 클로버 호프는 키스의 표현력 있는 보컬 퍼포먼스와 다양한 감정적 주제를 전달하는 능력을 강조했으며, 절제된 스타일로 노래했음에도 불구하고 이를 강조했다. 키스는 〈Fallin'〉 전반에 걸쳐 "피로의 그림자"를 보여주는데, "부풀어 오르는" 가성부터 거친 알토까지 다양하다. 〈How Come You Don't Call Me〉에서는 그녀는 크레셴도로 고조된 애드리브를 사용하여 절망을 전달하는 반면, 〈Rock wit U〉에서는 "잊히지 않을 정도로" 낮은 음역으로 노래하여 사랑하는 사람에게 매료된 느낌을 표현한다.

## 마케팅 및 투어

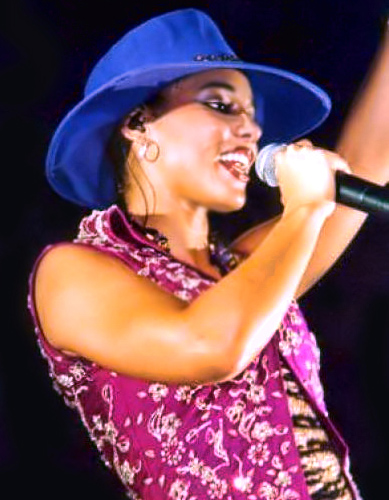
2002년 Songs in A Minor Tour 중 키스

《Songs in A Minor》의 "풀뿌리" 마케팅 캠페인에 대해 J 레코드의 당시 A&R 총괄 부사장 제프 에지는 키스를 "가능한 모든 방식으로 사람들 앞에서 공연하는 것에 기반을 두었으며, 이는 단순히 그녀의 음반을 듣는 것만이 아니라 그녀를 보는 것이 그녀를 믿는 것"이라고 말했다. 원래 《Soul Stories in A Minor》라는 제목으로, 음반은 시장성을 확장하고 R&B 및 힙합 라디오 방송국 및 소매업체에만 국한되지 않도록 재명명되었다. 음반의 리드 싱글 발매에 앞서, 〈Girlfriend〉는 2001년 초에 도시 컨템퍼러리 라디오 방송국에 프로모션 싱글로 배포되어 일반 대중에게 키스를 "소개"했다. 키스는 2001년 2월 20일 데이비스의 제43회 그래미 어워드 사전 갈라에서 〈Fallin'〉을 처음으로 라이브 공연했다. 〈Fallin'〉은 3월 28일 《Songs in A Minor》의 리드 싱글로 발매되었으며, 미국 《빌보드》 핫 100 차트에서 1위에 올랐고, 전 세계적으로 톱 10 히트곡이 되었고 2001년 미국에서 두 번째로 높은 성과를 거둔 싱글이 되었다. 키스는 2001년 봄 《페이더》 인터뷰를 통해 음반을 더욱 홍보했고, 2001년 6월 《보그》 표지 모델로 사진 촬영을 했다. 데이비스는 이후 제이 레노의 투나잇 쇼에 키스를 섭외했고, 오프라 윈프리에게 편지를 써서 오프라 윈프리 쇼에서 키스가 공연할 수 있도록 설득했다. 윈프리는 동의했고, 키스는 6월 21일 욜란다 애덤스, 인디아 아리, 메리 메리, 질 스콧과 함께 쇼에서 공연했다. 이 공연으로 음반의 사전주문이 두 배로 늘어났다.
원래 6월 12일 발매 예정이었던 《Songs in A Minor》는 마지막 순간에 연기되었다가 2001년 6월 26일 J 레코드에서 발매되었다. 원래 6월 11일 국제 발매 예정이었지만, 7월 23일 영국을 시작으로 이후 몇 달 동안 전 세계적으로 점진적으로 발매되었다. 〈Jane Doe〉가 자발적인 높은 에어플레이를 받았음에도 불구하고, 〈A Woman's Worth〉는 10월 2일 《Songs in A Minor》의 두 번째 싱글로 발매되었으며, 《빌보드》 핫 100 차트에서 7위에 올랐다. 키스는 7월 13일 굿 모닝 아메리카, 9월 29일 《새터데이 나이트 라이브》, 2002년 1월 8일 《Last Call with Carson Daly》에서 텔레비전 공연을 통해 음반을 계속 홍보했다. 2001년 9월 6일 2001 MTV 비디오 뮤직 어워드에서 루트비히 판 베토벤의 〈엘리제를 위하여〉를 삽입하여 〈Fallin'〉을 공연했으며, 이후 2002년 2월 27일 44회 그래미 어워드에서 플라멩코 무용수 호아킨 코르테스와 함께 〈A Woman's Worth〉와 〈Fallin'〉을 메들리로 공연했다. 그녀는 또한 2001년 10월 23일 VH1/《보그》 패션 어워드에서 공연했으며, 12월 4일 2001 빌보드 뮤직 어워드에서 공연했다. 국제적으로는 11월 5일 영국에서 《Later... with Jools Holland》에서 공연했으며, 11월 17일 독일에서 《Wetten, dass..?》, 2002년 3월 8일 이탈리아에서 2002 산레모 음악제에서 공연하며 음반을 홍보했다.
2001년 8월부터 10월까지 맥스웰의 Now Tour의 오프닝 공연을 맡은 키스는 2002년 1월 22일 데뷔 콘서트 투어인 Songs in A Minor Tour를 시작하여 3월 10일까지 북미를 순회했다. 3월 11일, 〈How Come You Don't Call Me〉가 《Songs in A Minor》의 세 번째 싱글로 발매되었지만, 《빌보드》 핫 100 차트에서 59위에 그치며 이전 싱글들의 성공을 재현하지 못했다. 이후 키스는 5월 31일 굿 모닝 아메리카의 연례 여름 콘서트 시리즈를 시작했다. Songs in A Minor Tour는 7월 2일 두 번째 북미 투어를 재개했다. 8월 10일 시애틀 키아레나 콘서트는 부분적으로 녹음되었으며, 라이브 공연은 10월 일부 국가에서 발매된 《Songs in A Minor》의 《Remixed & Unplugged》 에디션에 포함되었다. 투어는 2002년 9월부터 11월까지 유럽 투어로 확장되었고, 12월 오세아니아 투어로 마무리되었다. 〈Girlfriend〉는 2002년 11월 25일 북미 외 지역에서 《Songs in A Minor》의 네 번째이자 마지막 싱글로 발매되었으며, 영국 싱글 차트에서 24위에 올랐다.

## 평가

### 초기 반응
| 평가 점수               | 평가 점수 |
| 출처                    | 점수      |
| ----------------------- | --------- |
| 《E! 온라인》           | A         |
| 《엔터테인먼트 위클리》 | B         |
| 《로스앤젤레스 타임스》 | [ 89 ]    |
| 《뉴질랜드 헤럴드》     | [ 29 ]    |
| 《NME》                 | [ 90 ]    |
| 《Q》                   | [ 91 ]    |
| 《롤링 스톤》           | [ 92 ]    |
| 《슬랜트 매거진》       | [ 43 ]    |
| 《USA 투데이》          | [ 93 ]    |
| 《빌리지 보이스》       | A−        |

발매 당시 《Songs in A Minor》는 폭넓은 비평적 찬사를 받았으며, 비평가들은 주로 이를 유망하고 완성도 높은 데뷔작이라고 평가했다. 주요 언론 매체의 평점을 100점 만점으로 환산하는 메타크리틱에서 이 음반은 10개의 리뷰를 기반으로 평균 78점을 받았다.
《NME》의 샘 포크너(Sam Faulkner)는 이 앨범에서 클래식 음악과 알앤비의 균형을 “순수한 천재성의 발휘”라고 평했다. 《Q》는 키스를 “누 소울 혁명의 선두에 설 최고의 후보 … 메리 제이 블라이지를 위협하는 목소리를 가진 인물”이라고 찬사했으며, 《USA 투데이》의 스티브 존스(Steve Jones)는 “키스는 이미 많은 경력 있는 아티스트조차 이루지 못하는 음악적·예술적·주제적 성숙함을 갖췄다”고 평가했다. 《워싱턴 포스트》의 리처드 해링턴(Richard Harrington) 역시 같은 견해를 보이며, 키스의 음악적 영향에도 찬사를 보냈다. 《팝매터스》에 기고한 마크 앤서니 닐(Mark Anthony Neal)은 이 앨범을 “자신의 창작 재능을 훌륭하게 인지하고 있는 아티스트가 만든 독창적이고 때때로 눈부신 데뷔작”이라고 평가했으며, 《빌리지 보이스》의 로버트 크리스트가우(Robert Christgau)는 중반부에 “작품 전체를 가라앉힐 위협이 되는 지루한 부분”이 있다고 지적하면서도 전반부와 마무리 곡들을 칭찬했다.
키스의 보컬 퍼포먼스는 호평을 받았다. 《슬랜트 매거진》의 살 친콤마니(Sal Cinquemani)는 그녀가 “최고의 보컬리스트들과 어깨를 나란히 할 수 있음을 입증하는 강력한 음역”을 지녔다고 평가했고, 《언컷》은 이 앨범을 “자주 놀라움을 주는 작품”이라 부르며 젊은 시절의 아레사 프랭클린과 비교했다. 그러나 일부 평론가들은 키스의 작사 실력이 노래나 음악적 재능에 비해 부족하다고 보았다. 《뉴질랜드 헤럴드》의 러셀 베일리(Russell Baillie)는 키스가 “풍부한 재능과 세련되게 고전 소울을 재현하는 스타일을 보여주지만, 곡들이 특별히 기억에 남는 수준은 아니다”라고 평했다. 《엔터테인먼트 위클리》의 베스 존슨(Beth Johnson)은 앨범 후반부가 “우울한 10대의 주제”로 힘이 빠진다고 했으나, 유망한 작품임에는 동의했다. 《롤링 스톤》의 배리 월터스(Barry Walters)는 그녀의 노래가 작사보다 더 성숙하다고 보면서도, 앨범에서 발휘한 “압도적인 존재감”을 높이 샀다. 《로스앤젤레스 타임스》의 로버트 힐번(Robert Hilburn)은 이 앨범이 “그녀가 상업적·창작적으로 멀리 갈 수 있음을 설득력 있게 입증한다”고 말했다.

### 회고적 반응
| 총 점수                        | 총 점수 |
| 출처                           | 점수    |
| ------------------------------ | ------- |
| 메타크리틱                     | 78/100  |
| 평가 점수                      |         |
| 출처                           | 점수    |
| 올뮤직                         | [ 97 ]  |
| 《아메리칸 송라이터》          | [ 99 ]  |
| 《대중음악 백과사전》          | [ 100 ] |
| 《The Great Rock Discography》 | [ 39 ]  |
| 피에로 스카루피                | 6/10    |
| 《피치포크》                   | 8.5/10  |
| 《롤링 스톤》                  | [ 30 ]  |
| 《롤링 스톤 앨범 가이드》      | [ 31 ]  |
| 톰 헐                          | A−      |

《Songs in A Minor》에 대한 비평적 찬사는 회고적 논평에서도 이어졌으며, 많은 평론가들은 앨범이 10주년을 맞아도 여전히 세월을 타지 않았다고 평가했다. 이에 따라 《The Oklahoman》의 조지 랭은 이번 재발매를 “이상하게 시기상조”라고 느꼈고, 월터스는 “드럼 머신 비트 한두 개를 제외하면 앨범은 시간에 구애받지 않는다”고 평했다. 올뮤직의 스티븐 토마스 얼와인은 음질이 “작곡의 다소 부족함을 충분히 보상할 정도로 풍부하다”고 평가하며, 앨범을 “즉각적인 찬사를 받을 만한 놀랍도록 확신에 찬 성공적인 데뷔작”이라고 언급했다. 《The Encyclopedia of Popular Music》(2007)에서 콜린 라킨은 이를 “현대 소울의 소규모 클래식에서 도시 알앤비, 힙합, 블루스를 이국적으로 결합한 앨범”이라고 평했다. BBC를 통해 로이드 브래들리는 이 앨범을 “현대 소울 작곡과 편곡의 걸작”이라고 칭송했다. 《American Songwriter》의 스티븐 도이즈너는 원작 앨범의 “독창적인 음악성이 수집가 에디션의 보너스 트랙에도 이어진다”고 언급했다. 《The Boombox》의 프리지는 앨범을 “훌륭한 데뷔작”이자 “20세 피아노 신동 치고는 매우 세련된 작품”으로 평가했다. 앨범 구조를 분석하며 그는 “《Songs in A Minor》의 심층 트랙들이 보여주는 긍정적인 점은, 피아노 뒤에 앉아 있는 여성의 면모를 조금이나마 드러낸다는 것”이라고 결론지었으며, 이는 앞부분 트랙들이 그녀의 엄청난 재능을 드러내는 것과 대비된다. 《Songs in A Minor》의 20주년을 앞두고 클로버 호프 역시 이를 뛰어난 데뷔작으로 칭송했으며, “Girlfriend”와 “Jane Doe” 같은 주제적으로 다소 시대에 뒤떨어진 곡들은 평가절하했음에도, 키스의 자립적 연주 능력과 “믿을 수 없을 만큼 설득력 있는” 보컬 퍼포먼스를 높이 평가했다. 프리지와 마찬가지로, 웹사이트 Albumism의 저스틴 채드윅은 앨범 후반부에서 일관성이 다소 떨어진다고 지적했으나, 그럼에도 앨범을 “클래식과 현대 소울을 완벽하게 결합하고, 제작자의 음악적 지성과 열정을 균형 있게 드러내는 날카로운 거리 감각을 가진 걸작”이라고 선언했다.

## 수상

### 수상
| 연도 | 시상식                          | 부문                                    | 결과 | 각주    |
| ---- | ------------------------------- | --------------------------------------- | ---- | ------- |
| 2001 | My VH1 Music Award              | Must Have Album                         | 후보 | [ 104 ] |
| 2001 | 빌보드 뮤직 어워드              | 올해의 R&B/힙합 음반                    | 후보 | [ 105 ] |
| 2001 | 빌보드 뮤직 어워드              | 올해의 여성 음반 아티스트               | 후보 | [ 105 ] |
| 2002 | 아메리칸 뮤직 어워드            | 페이버릿 소울/R&B 음반                  | 후보 | [ 106 ] |
| 2002 | 브릿 어워드                     | 국제 음반                               | 후보 | [ 107 ] |
| 2002 | NAACP 이미지 어워드             | 최우수 음반                             | 수상 | [ 108 ] |
| 2002 | 에디슨 어워드                   | R&B/HipHop                              | 수상 | [ 109 ] |
| 2002 | 그래미 어워드                   | 최우수 R&B 음반                         | 수상 | [ 110 ] |
| 2002 | 솔 트레인 뮤직 어워드           | 올해의 R&B/솔 또는 랩 음반              | 후보 | [ 111 ] |
| 2002 | 솔 트레인 뮤직 어워드           | 최우수 R&B/솔 음반 – 여성               | 수상 | [ 112 ] |
| 2002 | 빌보드 R&B/힙합 어워드          | Top R&B/힙합 음반                       | 수상 | [ 113 ] |
| 2002 | 틴 초이스 어워드                | 초이스 뮤직 – 음반                      | 후보 | [ 114 ] |
| 2002 | 솔 트레인 레이디 오브 솔 어워드 | 올해의 R&B/솔 음반 – 솔로               | 수상 | [ 115 ] |
| 2002 | MOBO 어워드                     | 최우수 음반                             | 수상 | [ 116 ] |
| 2002 | TEC 어워드                      | 최우수 창의적 성과 – 음반 프로덕션/음반 | 후보 | [ 117 ] |
| 2003 | 브릿 어워드                     | 국제 음반                               | 후보 | [ 118 ] |
| 2003 | 헝가리 뮤직 어워드              | 올해의 외국 랩 또는 힙합 음반           | 수상 | [ 119 ] |

### 목록
| 연도 | 출판사                  | 목록                                   | 순위  | 각주    |
| ---- | ----------------------- | -------------------------------------- | ----- | ------- |
| 2001 | 《빌보드》              | The Critics' Choice                    | 3     | [ 120 ] |
| 2001 | 《블렌더》              | The 50 Greatest Albums of 2001         | 7     | [ 121 ] |
| 2001 | 《모조》                | 2001년 최고의 음반 40개                | 27    | [ 122 ] |
| 2001 | 《뮤직익스프레스》      | Kritiker Top 50                        | 18    | [ 123 ] |
| 2001 | 《오어》                | Jaarlijst                              | 22    | [ 124 ] |
| 2001 | 《Q》                   | 2001년 최고의 음반 50개                | —     | [ 125 ] |
| 2001 | 《롤링 스톤》           | 2001년 톱 10 음반                      | 2     | [ 126 ] |
| 2001 | 《슬랜트 매거진》       | 2001년 톱 10 음반                      | [ k ] | [ 127 ] |
| 2001 | 《빌리지 보이스》       | Pazz & Jop                             | 18    | [ 128 ] |
| 2003 | 《Q》                   | 역대 최고의 음반 100개                 | —     | [ 129 ] |
| 2007 | 《바이브》              | 바이브 시대(Era)를 정의하는 음반 150개 | —     | [ 130 ] |
| 2009 | 《아드레세아비센》      | 10년 최고의 음반 100개                 | 66    | [ 131 ] |
| 2009 | MTV 베이스 MTV 투 VH1   | 역대 최고의 음반                       | 26    | [ 132 ] |
| 2009 | 《롤링 스톤》           | 2000년대 최고의 음반 100개             | 95    | [ 133 ] |
| 2012 | 《엔터테인먼트 위클리》 | 역대 최고의 음반                       | 57    | [ 134 ] |
| 2013 | 《바이브》              | 93년 이후 최고의 음반 50개             | 49    | [ 135 ] |
| 2017 | NPR                     | 여성들이 만든 위대한 음반 150개        | 149   | [ 136 ] |
| 2019 | 《가디언》              | 21세기 최고의 음반 100개               | 66    | [ 137 ] |
| 2022 | 《롤링 스톤》           | 역대 최고의 데뷔 음반 100개            | 46    | [ 138 ] |

## 상업적 성과
미국에서 《Songs in A Minor》는 발매 첫날 5만 장 이상 판매되었다. 첫 주에 23만 6천 장이 판매되어 2001년 7월 14일자 《빌보드》 200 및 최고 R&B/힙합 음반 차트에서 1위로 데뷔했으며, 이로써 J 레코드의 두 차트 모두에서 첫 1위 음반이 되었다. 당시 신인 가수였던 키스의 1위 데뷔는 매우 경쟁적인 주에 이루어졌으며, 주로 음반이 받은 비평적 찬사, 리드 싱글 〈Fallin'〉의 상승세, 그리고 음반 발매와 함께 키스의 오프라 윈프리 쇼 출연 덕분이었다. 2주차에 17만 4천 장이 판매된 이 음반은 D12의 《Devil's Night》에 밀려 2위로 내려앉았다. 두 음반의 차이는 불과 0.17%, 즉 306장이었다. 키스의 굿 모닝 아메리카 공연으로 《Songs in A Minor》는 3주차에 다시 정상을 탈환했으며, 다음 주에도 1위를 유지하며 총 네 주 동안 차트 정상에 머물렀다. 최고 R&B/힙합 음반 차트에서는 6주 연속 1위를 기록했다. 이 음반은 2001년 연말 휴가 시즌에 24만 1천 장의 판매량으로 가장 높은 판매 주를 기록했다. 2001년 미국에서 410만 장이 판매되어 여섯 번째로 많이 팔린 음반이 되었으며, 《빌보드》 200 연말 차트에서 13위에 올랐다. 2011년 6월 10주년 재발매 후, 음반은 《빌보드》 200 차트에 69위로 재진입했으며, 총 70주 동안 차트에 머물렀다. 미국에서 총 판매량과 음반 등가 단위가 700만 장에 달하여, 2020년 8월 미국 음반 산업 협회 (RIAA)로부터 7x 플래티넘 인증을 받았다.
국제적으로 《Songs in A Minor》는 슬리퍼 히트였다. 2개월 이상에 걸쳐 캐나다 앨범 차트에서 2위로 점진적으로 상승했으며, 2002년 7월 당시 캐나다 음반 산업 협회 (CRIA)로부터 캐나다에서 50만 장 출하로 5x 플래티넘 인증을 받았다. 유럽 전역에서 이 음반은 일반적으로 낮은 순위로 데뷔했지만 점차 13개국에서 톱 10에 진입했으며, 네덜란드에서 1위, 독일과 스위스에서 톱 3, 유러피안 톱 100 앨범 차트에서 5위에 올랐다. 유럽에서 300만 장이 판매되어 2004년 국제 음반 산업 협회 (IFPI)로부터 3x 플래티넘 인증을 받았다. 영국 음반 차트에서 75위로 데뷔한 이 음반은 차트 진입 28주차에 6위로 최고 순위를 기록했으며, UK R&B 앨범 차트에서 2주 연속 비연속적으로 1위를 차지했다. 2002년 11월, 영국 축음기 협회 (BPI)로부터 영국에서 90만 장 판매로 3x 플래티넘 인증을 받았다. 《Songs in A Minor》는 호주 앨범 차트에서 57위로 데뷔했으며, 6개월 후인 2002년 3월에는 3위로 최고 순위에 도달했다. 2019년 오스트레일리아 음반 산업 협회 (ARIA)로부터 호주에서 21만 장의 판매량과 음반 등가 단위를 기록하여 3x 플래티넘 인증을 받았다. 비슷하게, 이 음반은 뉴질랜드 앨범 차트에서 6개월 동안 오르락내리락하다가 4위에 올랐으며, 2002년 8월 당시 뉴질랜드 음반 산업 협회 (RIANZ)로부터 뉴질랜드에서 1만 5천 장 출하로 플래티넘 인증을 받았다. 《Songs in A Minor》는 2001년 세계에서 7번째로 많이 팔린 음반으로, 연말까지 670만 장이 판매되었다. 2011년 기준으로 전 세계적으로 1,200만 장 이상 판매되었다.

## 영향
"전체 음반인 '《Songs in A Minor》'가 시대를 초월하는 강력한 작품으로 인정받게 되어 매우 영광스럽고 감사하다. [이 음반이] 오랫동안 모든 사람에게 반향을 일으키는 이유는 무엇일까? 나는 단지 그것이 매우 순수했다고 생각한다. 사람들은 팀버랜드 부츠와 콘로우 머리를 하고 뉴욕 거리를 100% 그대로 반영하여 클래식 음악과 솔 음악, 알앤비를 섞어 공연하는 여성을 본 적이 없었다. 그리고 사람들은 그 안에서 자신을 찾을 수 있었다. 나는 그것이 좋다."
2000년대 초반의 컨템퍼러리 알앤비에서 창의성이 고조되고 네오 소울이 급증하던 시기에 발매된 《Songs in A Minor》는 그 시대의 특이하면서도 영향력 있는 음반으로 널리 평가받고 있다. 《USA 투데이》의 J'na Jefferson에 따르면, 이 음반은 이후의 컨템퍼러리 알앤비 트렌드에 큰 영향을 미쳤으며 "새로운 밀레니엄의 예술적 기준을 높이 세웠다"고 한다. 수많은 비평가들은 이 음반이 진솔하고 섬세한 가사와 클래식 및 현대 음악 스타일의 융합으로 2001년의 팝 음악 환경과 구별된다는 점을 강조했다. 자가 프로듀싱된 《Songs in A Minor》는 팀발랜드, 로드니 저킨스, 브라이언-마이클 콕스가 주로 프로듀싱한 다른 R&B 아티스트들의 동시대 음반들, 예를 들어 알리야의 동명 세 번째이자 마지막 스튜디오 음반과 어셔의 《8701》과도 비교되었다. 《Songs in A Minor》를 역대 최고의 데뷔 음반 목록에 포함시킨 롤링 스톤은 다음과 같이 결론지었다. "점점 더 디지털화되는 팝 시대에 이 음반은 역사가 여전히 살아있고 재능이 여전히 중요하다는 것을 일깨워주었다." 얼와인은 이 음반이 동료 네오 소울 음악가뿐만 아니라 넬리 퍼타도와 노라 존스와 같은 다른 장르의 "야심 차지만 고전적인" 싱어송라이터들이 널리 알려지게 되는 데 기여했다고 덧붙였다. 미국 의회도서관은 《Songs in A Minor》를 "문화적, 역사적 또는 미학적 중요성"을 바탕으로 2022년 내셔널 레코딩 레지스트리에 포함하기로 선정했다.
2001년 8월, 《젯》의 마제나 A. 크리스천은 키스를 가장 빠르게 떠오르는 녹음 아티스트 중 한 명으로 분류했으며, 투레는 2001년 11월 8일자 롤링 스톤의 커버 스토리에서 그녀를 "다음 솔의 여왕"으로 간주했다. 그녀의 정규 2집 《The Diary of Alicia Keys》(2003) 발매 후, 블렌더의 크리스 엑스는 키스를 "음악을 변화시킬 수 있는 2000년대 최초의 새로운 팝 아티스트"라고 선언했으며, 이를 《Songs in A Minor》 덕분으로 돌렸다. 이후 빌보드 기사는 《Songs in A Minor》가 키스를 "다른 종류의 팝 가수"로 소개했다고 회고했다. "그녀는 피아노 연주에 능했을 뿐만 아니라, 자신의 곡을 직접 쓰고 연주하며 진정한 음악적 기량을 보여주었다." 호프는 이 음반의 배경과 구조가 키스를 데스티니스 차일드, 브리트니 스피어스, 엔싱크, 어셔와 같은 동시대 가수들과 차별화했으며, 궁극적으로 키스를 인디아 아리와 함께 "네오 소울의 새로운 대사"로 인기 음악의 선두에 세웠다고 관찰했다. 빌보드의 게일 미첼은 비슷한 감정을 공유하며, 이 음반이 키스의 다재다능한 재능을 보여주었다고 덧붙였다. 44회 그래미 어워드에서 5개 부문을 수상한 키스는 로린 힐이 단일 시상식에서 가장 많은 그래미 어워드를 수상한 기록과 동률을 이루었다. 이 기록은 결국 비욘세가 52회 그래미 어워드 (2010년)에서 6개 부문을 수상하면서 깨지게 된다. 키스는 또한 2001년부터 2002년 사이에 아메리칸 뮤직 어워드, 빌보드 뮤직 어워드, 솔 트레인 뮤직 어워드를 포함한 수많은 시상식에서 가장 많이 후보에 오르고 수상한 아티스트 중 한 명이었다. 미국 의회도서관이 발간한 에세이에서 작가 제네 로스웰은 키스의 기록적인 그래미 어워드 수상과 2001년 빌보드 연말 차트에서의 데뷔작 성과의 중요성을 강조했는데, 이러한 성과가 그녀가 당시 최고의 녹음 아티스트들 사이에서 자신의 입지를 굳히는 데 도움이 되었다는 것이다. 그리하여 《Songs in A Minor》는 《The Diary of Alicia Keys》에 대한 예술적 가치와 상업적 성과 모두에서 높은 기대를 설정하는 데 기여했다. 그러나 후자는 전자의 첫 주 판매량을 초과하여 61만 8천 장이 판매되어 키스의 두 번째 연속 《빌보드》 200 1위 기록이 되었으며, 47회 그래미 어워드 (2005년)에서 키스에게 두 번째 최우수 알앤비 음반상을 안겨주었다.

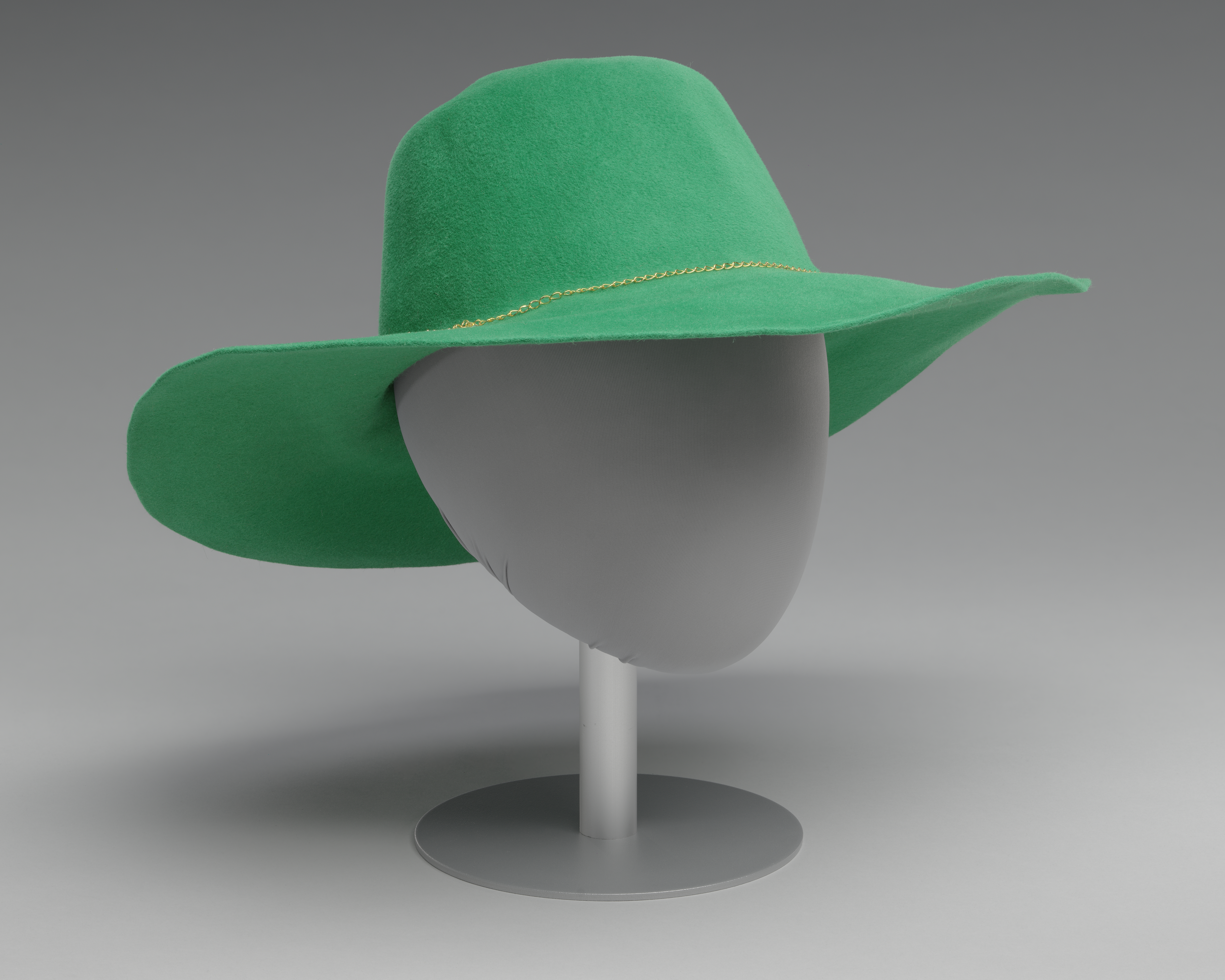
《Songs in A Minor》 앨범 커버에서 키스가 착용한 모자는 결국 스미스소니언 협회에 수집되어 국립 아프리카계 미국인 역사 문화 박물관에 전시되었다.

2011년 4월, 키스는 《Songs in A Minor》의 10주년을 기념하기 위한 계획을 발표했는데, 여기에는 여러 형식의 재발매와 원래 6월 30일 뉴욕시 비컨 극장에서 단독 콘서트로 기획된 《Piano & I: A One Night Only Event with Alicia Keys》가 포함되었다. 성명에서 키스는 이렇게 말했다. "이 음반은 아마도 제게 가장 소중할 것입니다. 첫 음반은 한 번만 나오니까요. 그래서 《Songs in A Minor》는 항상 제 삶에 특별한 자리를 차지할 것이며, 놀라운 추억들로 가득할 것입니다. 이 곡들이 여전히 사랑받고 있다는 사실이 너무 자랑스럽고, 이전에 들어보지 못한 곡들을 공유하게 되어 너무 설렙니다." 그러나 이 콘서트는 빠르게 홍보 투어로 확대되어 6월 한 달 내내 파리, 런던, 로스앤젤레스에서 추가 공연이 진행되었다. 쇼에서 키스는 음반 전체를 공연하고 녹음 과정의 이야기를 들려주었다. 《Songs in A Minor》의 더블 디스크 디럭스 및 박스 세트 컬렉터스 에디션은 6월 28일에 발매되었다. 두 에디션 모두 이전에 공개되지 않은 자료를 포함했으며, 컬렉터스 에디션 보너스 DVD는 음반 제작 과정을 기록한 다큐멘터리를 특징으로 했다. 오리지널 음반은 동시에 바이닐로 처음 출시되었다. 또한 키스는 6월 26일 BET 어워드 2011에서 브루노 마스와 함께 〈Typewriter〉, 〈Fallin'〉, 〈A Woman's Worth〉 메들리를, 릭 로스와 함께 〈Maybach Music〉을 공연했으며, 6월 28일 굿 모닝 아메리카에서는 〈Fallin'〉, 〈Butterflyz〉, 〈Empire State of Mind (Part II) Broken Down〉을 공연했는데, 같은 날 마담 투소 뉴욕에서는 그녀의 밀랍 인형이 공개되었다. BET는 6월 29일 키스의 BET 공연과 인터뷰를 통해 10년 경력을 조명하는 특별 프로그램인 《The Story So Far》를 방영했다. 2021년 6월 4일에는 20주년 기념으로 이전에 공개되지 않은 〈Foolish Heart〉와 〈Crazy (Mi Corazon)〉를 포함하여 재발매되었다. 발매를 홍보하기 위해 키스는 5월 23일 2021 빌보드 뮤직 어워드에서 〈Piano & I〉, 〈A Woman's Worth〉, 〈How Come You Don't Call Me〉, 〈Fallin'〉 메들리를 공연했으며, 이 공연은 미셸 오바마의 연설로 시작되었다. 키스는 또한 2021년 5월 26일자 《버슬》 잡지 표지 모델로 등장했으며, 《Songs in A Minor》의 제작 과정과 이후의 영향에 대한 이야기가 실렸다. 또한 소니 뮤직은 음반에 대한 팬 레터 전용 대화형 웹사이트를 개설했다.

## 곡 목록
| #            | 제목                                 | 작사·작곡                           | 프로듀서                              | 재생 시간 |
| ------------ | ------------------------------------ | ----------------------------------- | ------------------------------------- | --------- |
| 1.           | 〈Piano & I〉                        | Alicia Keys                         | Keys Kerry "Krucial" Brothers         | 1:51      |
| 2.           | 〈Girlfriend〉                       | Keys Jermaine Dupri Joshua Thompson | Keys Dupri                            | 3:34      |
| 3.           | 〈How Come You Don't Call Me〉       | Prince                              | Keys Brothers                         | 3:57      |
| 4.           | 〈Fallin'〉                          | Keys                                | Keys                                  | 3:30      |
| 5.           | 〈Troubles〉                         | Keys Kerry Brothers Jr.             | Keys Brothers [a]                     | 4:28      |
| 6.           | 〈Rock wit U〉                       | Keys Taneisha Smith Brothers        | Keys Brothers                         | 5:36      |
| 7.           | 〈A Woman's Worth〉                  | Keys Erika Rose                     | Keys                                  | 5:03      |
| 8.           | 〈Jane Doe〉                         | Keys Kandi Burruss                  | Keys Kandi                            | 3:48      |
| 9.           | 〈Goodbye〉                          | Keys                                | Brian McKnight                        | 4:20      |
| 10.          | 〈The Life〉                         | Keys Smith Brothers                 | Keys Brothers [a]                     | 5:25      |
| 11.          | 〈Mr. Man〉 (duet with Jimmy Cozier) | Keys Cozier                         | Keys Cozier Arden Altino Miri Ben-Ari | 4:09      |
| 12.          | 〈Never Felt This Way〉 (Interlude)  | McKnight Brandon Barnes             | Keys                                  | 2:00      |
| 13.          | 〈Butterflyz〉                       | Keys                                | Keys                                  | 4:08      |
| 14.          | 〈Why Do I Feel So Sad〉             | Keys Warryn Campbell                | Keys Brothers                         | 4:25      |
| 15.          | 〈Caged Bird〉                       | Keys                                | Keys                                  | 3:02      |
| 16.          | 〈Lovin U〉 (hidden track)           | Keys                                | Keys                                  | 3:48      |
| 총 재생 시간 | 총 재생 시간                         | 총 재생 시간                        | 총 재생 시간                          | 63:04     |

| #            | 제목                 | 작사·작곡                                                           | 프로듀서      | 재생 시간 |
| ------------ | -------------------- | ------------------------------------------------------------------- | ------------- | --------- |
| 17.          | 〈Rear View Mirror〉 | Keys LaShawn Daniels Brothers Fred Jerkins III Rodney Jerkins Green | Keys Brothers | 4:06      |
| 총 재생 시간 | 총 재생 시간         | 총 재생 시간                                                        | 총 재생 시간  | 67:07     |

| #            | 제목                                                    | 작사·작곡    | 프로듀서              | 재생 시간 |
| ------------ | ------------------------------------------------------- | ------------ | --------------------- | --------- |
| 18.          | 〈Fallin'〉 (리믹스) (피처링 버스타 라임스 및 램페이지) | Keys         | Keys [c] Brothers [a] | 4:18      |
| 19.          | 〈A Woman's Worth〉 (Remix Radio Edit)                  | Keys Rose    | Keys [c] Brothers [a] | 4:24      |
| 총 재생 시간 | 총 재생 시간                                            | 총 재생 시간 | 총 재생 시간          | 75:49     |

| #            | 제목                                                    | 재생 시간 |
| ------------ | ------------------------------------------------------- | --------- |
| 16.          | 〈Fallin'〉 (리믹스) (피처링 버스타 라임스 및 램페이지) | 4:15      |
| 17.          | 〈A Woman's Worth〉 (리믹스)                            | 4:46      |
| 18.          | 〈Lovin U〉 (히든 트랙)                                 | 3:48      |
| 총 재생 시간 | 총 재생 시간                                            | 74:06     |

| #            | 제목                             | 디렉터         | 재생 시간 |
| ------------ | -------------------------------- | -------------- | --------- |
| 17.          | 〈Fallin'〉 (뮤직비디오)         | Chris Robinson | 3:27      |
| 18.          | 〈A Woman's Worth〉 (뮤직비디오) | Robinson       | 4:39      |
| 19.          | 〈Girlfriend〉 (뮤직비디오)      | Patrick Hoelck | 4:00      |
| 총 재생 시간 | 총 재생 시간                     | 총 재생 시간   | 75:07     |

| #            | 제목                        | 작사·작곡                                  | 프로듀서      | 재생 시간 |
| ------------ | --------------------------- | ------------------------------------------ | ------------- | --------- |
| 17.          | 〈Fallin'〉 (《알리》 버전) | Keys                                       | Keys          | 4:26      |
| 18.          | 〈I Won't (Crazy World)〉   | Keys Brothers                              | Keys Brothers | 3:44      |
| 19.          | 〈Foolish Heart〉           | Allen Cato                                 | Cato          | 4:39      |
| 20.          | 〈Crazy (Mi Corazon)〉      | Keys Brothers Paul L. Green Taneisha Smith | Brothers      | 3:53      |
| 총 재생 시간 | 총 재생 시간                | 총 재생 시간                               | 총 재생 시간  | 79:43     |

| #            | 제목                                                                                  | 작사·작곡                                                           | 프로듀서                                  | 재생 시간 |
| ------------ | ------------------------------------------------------------------------------------- | ------------------------------------------------------------------- | ----------------------------------------- | --------- |
| 1.           | 〈Girlfriend〉 (KrucialKeys Sista Girl Mix)                                           | Keys Dupri Thompson                                                 | Keys [c] Brothers [a]                     | 3:27      |
| 2.           | 〈Gangsta Lovin'〉 (이브 피처링 앨리샤 키스)                                          | Alisa Yarbrough Jonah Ellis Lonnie Simmons                          | Irv Gotti 7                               | 3:59      |
| 3.           | 〈Fallin'〉 (리믹스) (피처링 버스타 라임스 및 램페이지)                               | Keys                                                                | Keys [c] Brothers [a]                     | 3:56      |
| 4.           | 〈A Woman's Worth〉 (리믹스)                                                          | Keys Rose                                                           | Keys [c] Brothers [a]                     | 3:20      |
| 5.           | 〈Butterflyz〉 (Roger's Release Mix)                                                  | Keys                                                                | Keys Roger Sanchez [a]                    | 3:54      |
| 6.           | 〈Troubles〉 (Jay-J & Chris Lum Bootleg Mix)                                          | Keys Brothers                                                       | Keys Brothers [a] Jay-J [a] Chris Lum [a] | 4:24      |
| 7.           | 〈How Come You Don't Call Me〉 (Neptunes Remix)                                       | Prince                                                              | Keys The Neptunes [a]                     | 4:23      |
| 8.           | 〈Fallin'〉 (《알리》 버전)                                                           | Keys                                                                | Keys                                      | 4:30      |
| 9.           | 〈Moonlight Sonata〉 / 〈L'Interludio, Ambivalente〉 / 〈Ain't Misbehavin'〉 (라이브) | Ludwig van Beethoven Ray Chew Harry Brooks Andy Razaf Thomas Waller |                                           | 2:22      |
| 10.          | 〈Goodbye〉 (라이브)                                                                  | Keys                                                                |                                           | 2:49      |
| 11.          | 〈Never Felt This Way〉 (Interlude) (라이브)                                          | McKnight Barnes                                                     |                                           | 1:45      |
| 12.          | 〈Butterflyz〉 (라이브)                                                               | Keys                                                                |                                           | 0:52      |
| 13.          | 〈Caged Bird〉 (라이브)                                                               | Keys                                                                |                                           | 2:03      |
| 14.          | 〈I Got a Little Something for You〉 (라이브)                                         | Keys                                                                |                                           | 1:45      |
| 15.          | 〈Someday We'll All Be Free〉 (라이브)                                                | Donny Hathaway Edward Howard                                        |                                           | 6:24      |
| 총 재생 시간 | 총 재생 시간                                                                          | 총 재생 시간                                                        | 총 재생 시간                              | 49:49     |

| #            | 제목                                          | 작사·작곡                             | 프로듀서                      | 재생 시간 |
| ------------ | --------------------------------------------- | ------------------------------------- | ----------------------------- | --------- |
| 1.           | 〈A Woman's Worth〉 (리믹스) (피처링 나스)    | Keys Rose                             | Keys [c] Brothers [a]         | 4:28      |
| 2.           | 〈Juiciest〉 (믹스테입 버전)                  | Keys James Mtume Brothers             | Brothers                      | 3:03      |
| 3.           | 〈If I Was Your Woman〉 (Original Funky Demo) | Clay McMurray Gloria Jones Pam Sawyer | Keys Brothers D'Wayne Wiggins | 2:59      |
| 4.           | 〈Fallin'〉 (《알리》 버전)                   | Keys                                  | Keys                          | 4:26      |
| 5.           | 〈Typewriter〉                                | Keys Brothers                         | Keys Brothers                 | 3:10      |
| 6.           | 〈Butterflyz〉 (The 《Drumline》 Mix)         | Keys                                  | Brothers                      | 3:49      |
| 총 재생 시간 | 총 재생 시간                                  | 총 재생 시간                          | 총 재생 시간                  | 21:55     |

| #            | 제목                                                                                  | 작사·작곡                                              | 프로듀서              | 재생 시간 |
| ------------ | ------------------------------------------------------------------------------------- | ------------------------------------------------------ | --------------------- | --------- |
| 1.           | 〈A Woman's Worth〉 (리믹스) (피처링 나스)                                            | Keys Rose                                              | Keys [c] Brothers [a] | 4:28      |
| 2.           | 〈Juiciest〉 (믹스테입 버전)                                                          | Keys Mtume Brothers                                    | Brothers              | 3:03      |
| 3.           | 〈If I Was Your Woman〉 (Original Funky Demo)                                         | McMurray Jones Swayer                                  | Keys Brothers Wiggins | 2:59      |
| 4.           | 〈Ghetto Man〉 (피처링 muMs da Schemer)                                               | Bernard Doss Brothers Keys                             | Doss Brothers         | 4:17      |
| 5.           | 〈Fallin'〉 (《알리》 버전)                                                           | Keys                                                   | Keys                  | 4:26      |
| 6.           | 〈Typewriter〉                                                                        | Keys Brothers                                          | Keys Brothers         | 3:10      |
| 7.           | 〈Butterflyz〉 (The 《Drumline》 Mix)                                                 | Keys                                                   | Brothers              | 3:49      |
| 8.           | 〈I Won't (Crazy World)〉                                                             | Keys Brothers                                          | Keys Brothers         | 3:44      |
| 9.           | 〈Girlfriend〉 (KrucialKeys Sista Girl Mix – The UK Video Remix Edit)                 | Keys Dupri Thompson                                    | Keys [c] Brothers [a] | 3:52      |
| 10.          | 〈I Got a Little Something〉 (라이브)                                                 | Keys                                                   |                       | 1:42      |
| 11.          | 〈Moonlight Sonata〉 / 〈L'Interludio, Ambivalente〉 / 〈Ain't Misbehavin'〉 (라이브) | Beethoven Chew Brooks Razaf Waller                     |                       | 2:07      |
| 12.          | 〈Light My Fire〉 (라이브)                                                            | Jim Morrison John Densmore Ray Manzarek Robbie Krieger |                       | 3:27      |
| 총 재생 시간 | 총 재생 시간                                                                          | 총 재생 시간                                           | 총 재생 시간          | 41:04     |

| #  | 제목                                                        | 디렉터          | 재생 시간 |
| -- | ----------------------------------------------------------- | --------------- | --------- |
| 1. | 〈《Songs in A Minor》 Documentary〉                        | Earle Sebastian |           |
| 2. | 〈A Harlem Love Story〉 (〈Fallin'〉 / 〈A Woman's Worth〉) | Robinson        |           |
| 3. | 〈Girlfriend〉                                              | Hoelck          |           |
| 4. | 〈How Come You Don't Call Me〉                              | Lil X           |           |

### 참조
- 모든 라이브 트랙은 2002년 8월 10일, 시애틀의 키아레나에서 녹음되었다.[2][6]
- 20주년 기념 에디션의 바이닐 음반에는 〈Fallin'〉의 알리 버전과 〈I Won't (Crazy World)〉가 제외되어 있다.[192]
- 2023년, 디지털 디럭스 에디션은 콜렉터스 에디션과 20주년 기념 에디션의 모든 추가 트랙을 포함하도록 업데이트되었다.[5]
- ^[a] 는 추가 프로듀서를 의미한다.
- ^[b] 는 공동 프로듀서를 의미한다.
- ^[c] 는 프로듀서 및 추가 프로듀서를 의미한다.

### 샘플 크레딧
- 〈Girlfriend〉에는 올 더티 배스터드의 〈Brooklyn Zoo〉를 인터폴레이션한 부분이 포함되어 있다.[23]
- 〈Fallin'〉에는 제임스 브라운의 〈It's a Man's Man's Man's World〉에서 무크레딧 샘플을 사용했다.[14]

## 참여 인원
크레딧은 《Songs in A Minor》 라이너 노트에서 가져왔다.
- A&C 프로덕션 – 현악 (트랙 16)
- 앨리 – 아트 디렉션, 크리에이티브 디렉션
- 아덴 알티노 – 추가 키보드 (트랙 11), 프로덕션 (트랙 11)
- 미리 벤-아리 – 추가 현악 (트랙 16), 키보드 (트랙 11), 프로덕션 (트랙 11), 바이올린 (트랙 4, 11)
- 브랜든 반스 – 작곡 (트랙 12)
- 케리 "크루셜" 브라더스 – 추가 프로덕션 (트랙 5, 10), 디지털 프로그래밍 (트랙 4–6, 8, 10, 14, 16), 드럼 프로그래밍 (트랙 1, 3), 엔지니어링 (트랙 3–6, 10, 13–16), 프로덕션 (트랙 1, 3, 6, 14), 작곡 (트랙 5, 6, 10)
- 제리 브라운 – 엔지니어링 (트랙 1), 믹싱 (트랙 1, 5, 6, 13, 14)
- 캔디 버러스 – 백그라운드 보컬 (트랙 8), 프로덕션 (트랙 8), 작곡 (트랙 8)
- 랄프 카치우리 – 엔지니어링 (트랙 8)
- 워린 캠벨 – 작곡 (트랙 14)
- 카토 – 기타 컨셉 (트랙 13)
- 브라이언 콕스 – 키보드 (트랙 2)
- 지미 코지어 – 프로덕션 (트랙 11), 보컬 (트랙 11), 작곡 (트랙 11)
- 클라이브 데이비스 – 총괄 프로덕션
- 저메인 듀프리 – 프로덕션 (트랙 2), 작곡 (트랙 2)
- 토니 듀란 – 사진
- 피터 엣지 – 총괄 프로덕션
- 러스 엘레바도 – 믹싱 (트랙 3, 4, 16)
- 제럴드 G. 플라워스 – 기타 (트랙 6, 13, 14)
- 레지 플라워스 – 추가 필 (트랙 14)
- 빅 플라워스 – 베이스 (트랙 6, 14)
- 브라이언 프라이 – 엔지니어링 (트랙 2)
- 리치 굿스 – 베이스 (트랙 16), 업라이트 베이스 (트랙 13)
- 폴 L. 그린 – 백그라운드 보컬 (트랙 5, 7)
- 앤드리카 홀 – 백그라운드 보컬 (트랙 4)
- 아이작 헤이즈 – 플루트 편곡 (트랙 6), 로즈 피아노 (트랙 6), 현악 편곡 (트랙 6)
- 아이작 헤이즈 오케스트라 – 플루트 편곡 (트랙 6), 현악 편곡 (트랙 6)
- 노먼 헤드먼 – 퍼커션 (트랙 6, 10)
- 루퍼스 잭슨 – 베이스 (트랙 10)
- 아카 키 – 엔지니어링 (트랙 12)
- 알리샤 키스 – 편곡 (트랙 4, 5, 7–13, 15, 16), 백그라운드 보컬 (트랙 1–3, 5–10, 13, 14, 16), 디지털 프로그래밍 (트랙 7, 10), 총괄 프로덕션, 연주 (트랙 3, 4, 5, 8), 키보드 (트랙 1, 6, 11, 16), 피아노 (트랙 1, 2, 6, 11–14, 16), 피아노 컨셉 (트랙 9), 프로덕션 (트랙 1–8, 10–16), 작곡 (트랙 1, 2, 4–11, 13–16), 현악 편곡 (트랙 16), 보컬 (전체 트랙)
- 매니 마로퀸 – 믹싱 (트랙 7, 10)
- 토니 마세라티 – 믹싱 (트랙 11)
- 브라이언 맥나이트 – 연주 (트랙 9), 프로덕션 (트랙 9), 작곡 (트랙 12)
- 신디 미젤 – 백그라운드 보컬 (트랙 4)
- 앤서니 내이스 – 드럼 프로그래밍 (트랙 9)
- 노웨어 – 디자인, 로고 디자인
- 존 피터스 – 오르간 (트랙 16)
- 허브 파워스 주니어 – 마스터링
- 프린스 – 작곡 (트랙 3)
- 제프 로빈슨 – 총괄 프로덕션, 매니지먼트
- 에리카 로즈 – 작곡 (트랙 7)
- 태미 손더스 – 백그라운드 보컬 (트랙 4)
- 팀 샤이더 – 베이스 (트랙 5), 베이스 컨셉 (트랙 14)
- 릭 세인트 힐레어 – 엔지니어링 (트랙 11)
- 메리 앤 소우자 – 엔지니어링 보조 (트랙 9)
- 타니샤 스미스 – 작곡 (트랙 6, 10)
- 필 탄 – 믹싱 (트랙 2)
- 조슈아 톰슨 – 작곡 (트랙 2)
- 디온 웹 – 헤어
- 패티 윌슨 – 스타일링
- 케라 웡 – 메이크업
- 크리스 우드 – 엔지니어링 (트랙 9)
- 아티 화이트 – 기타 (트랙 7, 10)

## 차트
| 차트                                  | 최고 순위 |
| ------------------------------------- | --------- |
| 오스트레일리아 앨범 (ARIA)            | 3         |
| 오스트레일리아 어반 앨범 (ARIA)       | 1         |
| 오스트리아 앨범 (Ö3 오스트리아)       | 4         |
| 벨기에 앨범 (울트라탑 플랑드르)       | 8         |
| 벨기에 앨범 (울트라탑 왈로니아)       | 10        |
| 캐나디안 앨범 (《빌보드》)            | 2         |
| 캐나다 알앤비 앨범 (닐슨 사운드스캔)  | 1         |
| 덴마크 앨범 (히트리스튼)              | 4         |
| 네덜란드 앨범 (메하하르츠)            | 1         |
| 유럽 탑 100 앨범 (《뮤직 & 미디어》)  | 5         |
| 핀란드 앨범 (수오멘 비랄리넨 리스타)  | 8         |
| 프랑스 앨범 (SNEP)                    | 12        |
| 독일 앨범 (오피치엘레 탑 100)         | 2         |
| 그리스 외국 앨범 (IFPI)               | 5         |
| 헝가리 앨범 (MAHASZ)                  | 18        |
| 아일랜드 앨범 (IRMA)                  | 5         |
| 이탈리아 앨범 (FIMI)                  | 4         |
| 일본 앨범 (오리콘)                    | 44        |
| 뉴질랜드 앨범 (레코디드 뮤직 NZ)      | 4         |
| 노르웨이 앨범 (VG-리스타)             | 12        |
| 폴란드 앨범 (ZPAV)                    | 9         |
| 스코틀랜드 앨범 (OCC)                 | 9         |
| 남아프리카 앨범 (RISA)                | 9         |
| 스페인 앨범 (AFYVE)                   | 19        |
| 스웨덴 앨범 (스베리예토프리스탄)      | 10        |
| 스위스 앨범 (슈바이처 히트파라데)     | 3         |
| 영국 앨범 (OCC)                       | 6         |
| 영국 알앤비 앨범 (OCC)                | 1         |
| 미국 《빌보드》 200                   | 1         |
| 미국 탑 알앤비/힙합 앨범 (《빌보드》) | 1         |

| 차트 (2011)                | 최고 순위 |
| -------------------------- | --------- |
| 네덜란드 앨범 (메하하르츠) | 69        |
| 프랑스 앨범 (SNEP)         | 124       |
| 미국 《빌보드》 200        | 69        |

| 차트                      | 최고 순위 |
| ------------------------- | --------- |
| 대한민국 외국 앨범 (RIAK) | 15        |

| 차트                                  | 순위 |
| ------------------------------------- | ---- |
| 오스트리아 앨범 (Ö3 오스트리아)       | 35   |
| 벨기에 앨범 (울트라탑 플랑드르)       | 98   |
| 캐나다 앨범 (닐슨 사운드스캔)         | 7    |
| 캐나다 알앤비 앨범 (닐슨 사운드스캔)  | 3    |
| 네덜란드 앨범 (앨범 탑 100)           | 18   |
| 유럽 탑 100 앨범 (《뮤직 & 미디어》)  | 28   |
| 프랑스 앨범 (SNEP)                    | 98   |
| 독일 앨범 (오피치엘레 탑 100)         | 21   |
| 글로벌 20 (《빌보드》)                | 7    |
| 뉴질랜드 앨범 (RMNZ)                  | 47   |
| 스웨덴 앨범 (스베리예토프리스탄)      | 32   |
| 스위스 앨범 (슈바이처 히트파라데)     | 19   |
| 영국 앨범 (OCC)                       | 38   |
| 미국 《빌보드》 200                   | 13   |
| 미국 탑 알앤비/힙합 앨범 (《빌보드》) | 3    |
| 월드와이드 앨범 (IFPI)                | 7    |

| 차트                                  | 순위 |
| ------------------------------------- | ---- |
| 오스트레일리아 앨범 (ARIA)            | 14   |
| 오스트레일리아 어반 앨범 (ARIA)       | 3    |
| 오스트리아 앨범 (Ö3 오스트리아)       | 44   |
| 벨기에 앨범 (울트라탑 플랑드르)       | 38   |
| 벨기에 앨범 (울트라탑 왈로니아)       | 21   |
| 캐나다 앨범 (닐슨 사운드스캔)         | 41   |
| 캐나다 알앤비 앨범 (닐슨 사운드스캔)  | 8    |
| 네덜란드 앨범 (앨범 탑 100)           | 21   |
| 유럽 탑 100 앨범 (《뮤직 & 미디어》)  | 10   |
| 프랑스 앨범 (SNEP)                    | 45   |
| 독일 앨범 (오피치엘레 탑 100)         | 37   |
| 이탈리아 앨범 (FIMI)                  | 50   |
| 뉴질랜드 앨범 (RMNZ)                  | 28   |
| 스웨덴 앨범 (스베리예토프리스탄)      | 85   |
| 스위스 앨범 (슈바이처 히트파라데)     | 28   |
| 영국 앨범 (OCC)                       | 31   |
| 미국 《빌보드》 200                   | 23   |
| 미국 탑 알앤비/힙합 앨범 (《빌보드》) | 12   |
| 월드와이드 앨범 (IFPI)                | 43   |

| 차트                            | 순위 |
| ------------------------------- | ---- |
| 오스트레일리아 어반 앨범 (ARIA) | 18   |
| 영국 앨범 (OCC)                 | 153  |

| 차트                                  | 순위 |
| ------------------------------------- | ---- |
| 미국 《빌보드》 200                   | 32   |
| 미국 탑 알앤비/힙합 앨범 (《빌보드》) | 12   |

| 차트                | 순위 |
| ------------------- | ---- |
| 미국 《빌보드》 200 | 76   |

| 차트                       | 순위 |
| -------------------------- | ---- |
| 아일랜드 여성 앨범 (IRMA)  | 47   |
| 미국 《빌보드》 200        | 107  |
| 미국 《빌보드》 200 (여성) | 31   |

## 인증
| 국가                                                                                         | 인증        | 판매량/출하량 |
| -------------------------------------------------------------------------------------------- | ----------- | ------------- |
| 오스트레일리아 (ARIA)                                                                        | 3× 플래티넘 | 210,000       |
| 오스트리아 (IFPI 오스트리아)                                                                 | 골드        | 20,000*       |
| 벨기에 (BEA)                                                                                 | 골드        | 25,000*       |
| 캐나다 (뮤직 캐나다)                                                                         | 5× 플래티넘 | 500,000^      |
| 크로아티아 (HDU)                                                                             | 실버        |               |
| 덴마크 (IFPI Danmark)                                                                        | 플래티넘    | 50,000^       |
| 프랑스 (SNEP)                                                                                | 플래티넘    | 300,000*      |
| 독일 (BVMI)                                                                                  | 플래티넘    | 300,000^      |
| 이탈리아 (FIMI)                                                                              | 플래티넘    | 150,000       |
| 일본 (RIAJ)                                                                                  | 골드        | 100,000^      |
| 네덜란드 (NVPI)                                                                              | 2× 플래티넘 | 160,000^      |
| 뉴질랜드 (RMNZ)                                                                              | 플래티넘    | 15,000^       |
| 노르웨이 (IFPI 노르웨이)                                                                     | 골드        | 25,000*       |
| 폴란드 (ZPAV)                                                                                | 골드        | 20,000*       |
| 남아프리카 공화국 (RISA)                                                                     | 플래티넘    | 50,000*       |
| 대한민국                                                                                     | —           | 23,138        |
| 스페인 (PROMUSICAE)                                                                          | 플래티넘    | 100,000^      |
| 스웨덴 (GLF)                                                                                 | 플래티넘    | 80,000^       |
| 스위스 (IFPI 스위스)                                                                         | 2× 플래티넘 | 80,000^       |
| 영국 (BPI)                                                                                   | 3× 플래티넘 | 1,144,603     |
| 미국 (RIAA)                                                                                  | 7× 플래티넘 | 7,000,000     |
| 요약                                                                                         |             |               |
| 유럽 (IFPI)                                                                                  | 3× 플래티넘 | 3,000,000*    |
| 전 세계                                                                                      | —           | 12,000,000    |
| *판매량을 기반으로 한 인증 · ^출하량을 기반으로 한 인증 · 판매량+스트리밍을 기반으로 한 인증 |             |               |

## 발매 역사
| 지역           | 날짜             | 에디션                | 형식                     | 레이블         | 각주            |
| -------------- | ---------------- | --------------------- | ------------------------ | -------------- | --------------- |
| 미국           | 2001년 6월 26일  | 스탠다드              | 카세트 CD                | J 레코드       | [ g ]           |
| 영국           | 2001년 7월 23일  | 스탠다드              | CD                       | J 레코드       | [ 62 ]          |
| 대한민국       | 2001년 8월 16일  | 스탠다드              | 카세트 CD                | BMG            | [ 217 ]         |
| 오스트레일리아 | 2001년 9월 3일   | 스탠다드              | CD                       | BMG            | [ 63 ]          |
| 독일           | 2001년 9월 3일   | 스탠다드              | CD                       | BMG            | [ 273 ]         |
| 일본           | 2001년 9월 26일  | 스탠다드              | CD                       | BMG            | [ 64 ]          |
| 프랑스         | 2001년 10월 15일 | 스탠다드              | CD                       | BMG            | [ 65 ]          |
| 일본           | 2002년 2월 27일  | 리믹스 플러스         | CD                       | BMG            | [ 274 ]         |
| 영국           | 2002년 3월 11일  | 스페셜                | 인핸스드 CD              | J              | [ 275 ]         |
| 독일           | 2002년 10월 28일 | 리믹스드 & 언플러그드 | 더블 CD                  | BMG            | [ 276 ]         |
| 일본           | 2003년 2월 26일  | 리믹스드 & 언플러그드 | CD                       | BMG            | [ 277 ]         |
| 미국           | 2003년 12월 9일  | 스탠다드              | DVD 오디오               | J              | [ 278 ]         |
| 독일           | 2011년 6월 24일  | 컬렉터스 디럭스       | 박스 세트 더블 CD        | 소니 뮤직      | [ 279 ] [ 280 ] |
| 오스트레일리아 | 2011년 6월 27일  | 컬렉터스 디럭스       | 박스 세트 더블 CD        | 소니 뮤직      | [ 281 ]         |
| 프랑스         | 2011년 6월 27일  | 컬렉터스 디럭스       | 박스 세트 더블 CD        | 소니 뮤직      | [ 282 ] [ 283 ] |
| 영국           | 2011년 6월 27일  | 컬렉터스 디럭스       | 박스 세트 더블 CD        | 소니 뮤직      | [ 284 ] [ 285 ] |
| 미국           | 2011년 6월 28일  | 컬렉터스 디럭스       | 박스 세트 더블 CD        | J 레거시       | [ 286 ]         |
| 미국           | 2011년 6월 28일  | 스탠다드              | 바이닐                   | J 레거시       | [ 287 ]         |
| 일본           | 2011년 7월 3일   | 컬렉터스 디럭스       | 박스 세트 더블 CD        | 소니 뮤직 재팬 | [ 288 ] [ 289 ] |
| 영국           | 2011년 9월 19일  | 스탠다드              | 바이닐                   | 소니 뮤직      | [ 290 ]         |
| 여러 국가      | 2021년 6월 4일   | 20주년                | 디지털 다운로드 스트리밍 | RCA 레거시     | [ 185 ]         |
| 여러 국가      | 2022년 1월 21일  | 20주년                | 바이닐                   | RCA 레거시     | [ 192 ]         |

### 참조주
1. ↑  영국 특별판 커버에는 흰색 배경을 배경으로, 흰색 상의와 검은색 모자를 착용한 키스의 사진이 담겨 있으며,[1] 《Remixed & Unplugged》 표지는 비슷한 사진을 사용한다.[2] 디지털 20주년 기념판 커버에는 원래 커버 사진의 와이드 샷이 담겨 있다.[3]
2. 피지컬 디럭스 에디션 커버에서는 보는 각도에 따라 키스의 두 장의 사진이 바뀐다.[4] 디지털 디럭스 에디션 커버는 오직 오리지널 커버에 보라색 필름을 씌운 사진만을 보여준다.[5] 컬렉터스 에디션 커버는 키스의 머리 실루엣 위에 맨해튼의 고층 건물과 피아노 건반이 그려진 디자인이다.[6]
3. ↑  피지컬 디럭스 에디션 커버에서는 보는 각도에 따라 키스의 두 장의 사진이 바뀐다.[4] 디지털 디럭스 에디션 커버는 오직 오리지널 커버에 보라색 필름을 씌운 사진만을 보여준다.[5] 컬렉터스 에디션 커버는 키스의 머리 실루엣 위에 맨해튼의 고층 건물과 피아노 건반이 그려진 디자인이다.[6]
4. ↑  여러 출처에 기반함[7][8][9][10]
5. ↑  다수의 출처에 기반함[26][27][28]
6. ↑  헤이스는 1971년 영화 《샤프트》의 사운드트랙을 작곡하고 녹음했으며, 그 2000년 속편의 사운드트랙에는 〈Rock wit U〉가 포함되었다.[24]
7. 1 2  다수의 매체에 실린 《Songs in A Minor》에 대한 현대 기사뿐만 아니라 미국 음반 산업 협회 (RIAA)도 6월 26일을 음반 발매일로 명시하고 있다.[14][55][56][57][58] 여러 회고 기사에서는 6월 5일을 잘못된 발매일로 기재하고 있다.[59][60][61]
8. ↑  다수의 출처에 기반함[62][63][64][65]
9. 1 2 3  일부 국가에서는 《Songs in A Minor》가 라이브 공연과 리믹스 수록 보너스 디스크를 포함하도록 재발매되었으며, 부제는 《Remixed & Unplugged》이다.[83] 일본에서는 해당 보너스 디스크가 단독으로 《Remixed & Unplugged in A Minor》라는 제목으로 발매되었다.
[2] 두 버전 모두 동일한 표지를 사용한다.
10. ↑  여러 출처에 기반함[97][103][44][30]
11. ↑  《Songs in A Minor》는 톱 10에 들지 못했지만, 명예로운 언급 목록에 올랐다.
12. 1 2  여러 출처에 기반함[166][10][44]
13. ↑  많은 출처에 기반함[165][166][167][168][169][10]
14. ↑  attributed to multiple sources[169][138][17][11][45][24]
15. ↑  2011년 프랑스와 네덜란드 차트 진입분은 디럭스와 컬렉터스 에디션의 실적으로 집계되었다. 미국에서는 표준, 디럭스, 컬렉터스 에디션의 판매량을 합산하여, 원본 앨범이 《빌보드》 차트에 재진입했다.

### 참고 자료
- Gaar, Gillian G. (2002). 《She's a Rebel: The History of Women in Rock & Roll》. 씰 프레스. ISBN 1-58005-078-6.
- Kimpel, Dan (2006). 《How They Made It》. 할 레너드 코퍼레이션. ISBN 0-634-07642-6.
- Larkin, Colin (2007). 《대중음악 백과사전》 5 Concise판. 옴니버스 프레스. ISBN 978-0-85-712595-8.
- Salaverri, Fernando (2005). 《Sólo éxitos: año a año, 1959–2002》 [오직 히트곡: 연도별, 1959-2002] (스페인어) 1판. 사회 저작자 및 편집자 조합. ISBN 84-8048-639-2.
- Smucker, Tom;  외. (2004년 11월 2일).  Brackett, Nathan; Hoard, Christian, 편집. 《뉴 롤링 스톤 앨범 가이드》 4판. 사이먼 & 슈스터. ISBN 0-7432-0169-8.
- Strong, Martin C.; Peel, John (2004). 《더 그레이트 록 디스코그라피》 6판. 캐논게이트 북스. ISBN 1-84195-312-1.